# Raymond Brosseau
Pour les articles homonymes, voir Brosseau.
Raymond Brosseau, né le 16 juin 1915 à La Flocellière et mort le 27 septembre 1980 à Sainte-Geneviève-des-Bois, est un homme politique français. Membre du Parti communiste français, il était sénateur de l’Essonne, conseiller général du canton de Savigny-sur-Orge et maire de Savigny-sur-Orge.

## Biographie
Raymond Brosseau est né le 16 juin 1915 à La Flocellière en Vendée et mort le 27 septembre 1980 à Sainte-Geneviève-des-Bois.
Raymond Brosseau suit des études de préparateur en pharmacie.
Raymond Brosseau est sergent infirmier durant la Seconde Guerre mondiale puis préparateur en pharmacie dans le civil.
Raymond Brosseau adhère en 1951 au parti communiste français, il est élu conseiller municipal de Savigny-sur-Orge en 1953 et conserve son siège jusqu’en 1959. En 1965, il est à nouveau élu conseiller municipal, puis en 1967, il devient conseiller général du canton de Savigny-sur-Orge dans le nouveau département de l’Essonne. En 1971, il est élu maire de Savigny-sur-Orge. En 1975, il est élu sénateur de l’Essonne en remplacement de Louis Namy, il ne se représente pas en 1977. Il décède en 1980.
Raymond Brosseau devient sénateur de l’Essonne le 1er novembre 1975 en remplacement de Louis Namy, démissionnaire. Il ne se représente pas lors des élections de 1977.
Raymond Brosseau fut élu conseiller général du canton de Savigny-sur-Orge le 1er octobre 1967. Il conserva son mandat jusqu’à son décès en 1980.

### Maire de Savigny-sur-Orge
Raymond Brosseau fut élu conseiller municipal de Savigny-sur-Orge le 3 mai 1953 mais perdit son siège le 15 mars 1959. Le 21 mars 1965, il redevint conseiller municipal, puis maire le 21 mars 1971. Il conserva son mandat jusqu’à son décès en 1980.

## Pour approfondir